# Saint-Cassien (Vienne)
Cet article court présente un sujet plus développé dans : Angliers (Vienne).
Pour les articles homonymes, voir Saint-Cassien.
Saint-Cassien est une ancienne commune française de la Vienne. Elle a été annexée par sa voisine Angliers le 25 mars 1971.

## Localisation
Elle est située dans le nord du département de la Vienne, à l'ouest du centre de la commune d'Angliers.

## Lieux et monuments
- Le donjon de Saint-Cassien qui a appartenu à la famille de Saint-Cassien et édifié au XIVe siècle[2].

## Démographie
| 1793 | 1800 | 1806 | 1821 | 1831 | 1836 | 1841 | 1846 | 1851 |
| ---- | ---- | ---- | ---- | ---- | ---- | ---- | ---- | ---- |
| 162  | 162  | 154  | 151  | 174  | 196  | 175  | 169  | 150  |

| 1911 | 1921 | 1926 | 1931 | 1936 | 1946 | 1954 | 1962 | 1968 |
| ---- | ---- | ---- | ---- | ---- | ---- | ---- | ---- | ---- |
| 138  | 112  | 117  | 130  | 117  | 130  | 126  | 135  | 103  |